# Boliviaans voetbalelftal in 1994
Het Boliviaans voetbalelftal speelde in totaal 16 officiële interlands in het jaar 1994, waaronder drie wedstrijden bij de WK-eindronde in de Verenigde Staten. La Verde ("De Groenen") had zich tot veler verrassing weten te plaatsen voor het toernooi. De ploeg stond onder leiding van de Baskische bondscoach Xabier Azkargorta, de opvolger van de eind 1991 opgestapte Ramiro Blacutt. Verdediger Miguel Rimba van Club Bolívar was de enige speler die in alle 16 duels in actie kwam. Op de in 1993 geïntroduceerde FIFA-wereldranglijst steeg Bolivia in 1994 van de 55ste (februari 1994) naar de 44ste plaats (december 1994).

## Balans
| Wedstrijden | Wedstrijden | Wedstrijden | Wedstrijden | Doelpunten | Doelpunten | Doelpunten | Punten |
| Gespeeld    | Winst       | Gelijk      | Verlies     | Voor       | Tegen      | Saldo      | Punten |
| ----------- | ----------- | ----------- | ----------- | ---------- | ---------- | ---------- | ------ |
| 16          | 3           | 7           | 6           | 9          | 16         | –7         | 0.813  |

## Interlands
|                                                     |                  |       |                  |                                                                               |
| 18 februari Joe Robbie Cup № 210 «onderlinge duels» | Verenigde Staten | 1 – 1 | Bolivia          | Orange Bowl, Miami Toeschouwers: 15.676 Scheidsrechter: Gilberto Alcala (MEX) |
| 18 februari Joe Robbie Cup № 210 «onderlinge duels» | Cobi Jones 78'   |       | 44' Jaime Moreno | Orange Bowl, Miami Toeschouwers: 15.676 Scheidsrechter: Gilberto Alcala (MEX) |

|                                                     |                                             |       |         |                                                                             |
| 20 februari Joe Robbie Cup № 211 «onderlinge duels» | Colombia                                    | 2 – 0 | Bolivia | Orange Bowl, Miami Toeschouwers: 20.171 Scheidsrechter: Jack d'Aquila (USA) |
| 20 februari Joe Robbie Cup № 211 «onderlinge duels» | Miguel Asprilla 29' Wilson Pérez 77' (pen.) |       |         | Orange Bowl, Miami Toeschouwers: 20.171 Scheidsrechter: Jack d'Aquila (USA) |

|                                                     |                               |       |                                             |                                                                            |
| 26 maart Vriendschappelijk № 212 «onderlinge duels» | Verenigde Staten              | 2 – 2 | Bolivia                                     | Cotton Bowl, Dallas Toeschouwers: 26.385 Scheidsrechter: Hugh Dallas (SCO) |
| 26 maart Vriendschappelijk № 212 «onderlinge duels» | Hugo Pérez 31' Hugo Pérez 48' |       | 12' Julio César Baldivieso 77' Mario Pinedo | Cotton Bowl, Dallas Toeschouwers: 26.385 Scheidsrechter: Hugh Dallas (SCO) |

|                                                    |          |                  |         | |
| 7 april Vriendschappelijk № 213 «onderlinge duels» | Colombia | 0 – 1            | Bolivia | Estadio Manuel Calle Lombana, Villavicencio Toeschouwers: 15.000 Scheidsrechter: Felipe Russi (COL) |
| 7 april Vriendschappelijk № 213 «onderlinge duels» |          | 52' Mario Pinedo |         | Estadio Manuel Calle Lombana, Villavicencio Toeschouwers: 15.000 Scheidsrechter: Felipe Russi (COL) |

|                                                     |                                                            |       |         |                                                                                        |
| 20 april Vriendschappelijk № 214 «onderlinge duels» | Roemenië                                                   | 3 – 0 | Bolivia | Stadionul Ghencea, Boekarest Toeschouwers: 8.000 Scheidsrechter: Ion Crăciunescu (ROM) |
| 20 april Vriendschappelijk № 214 «onderlinge duels» | Ilie Dumitrescu 23' Ilie Dumitrescu 48' Radu Niculescu 62' |       |         | Stadionul Ghencea, Boekarest Toeschouwers: 8.000 Scheidsrechter: Ion Crăciunescu (ROM) |

|                                                  |                   |       |               |                                                                                        |
| 4 mei Vriendschappelijk № 215 «onderlinge duels» | Bolivia           | 1 – 0 | Saoedi-Arabië | Stade Pierre-de-Coubertin, Cannes Toeschouwers: 700 Scheidsrechter: Remi Harrell (FRA) |
| 4 mei Vriendschappelijk № 215 «onderlinge duels» | Erwin Sánchez 79' |       |               | Stade Pierre-de-Coubertin, Cannes Toeschouwers: 700 Scheidsrechter: Remi Harrell (FRA) |

|                                                   |                 |       |                 |                                                                                              |
| 11 mei Vriendschappelijk № 216 «onderlinge duels» | Bolivia         | 1 – 1 | Kameroen        | Georgios Karaiskákis Stadion, Piraeus Toeschouwers: 600 Scheidsrechter: Karl Finzinger (AUT) |
| 11 mei Vriendschappelijk № 216 «onderlinge duels» | Álvaro Peña 62' |       | 9' Samuel Ekémé | Georgios Karaiskákis Stadion, Piraeus Toeschouwers: 600 Scheidsrechter: Karl Finzinger (AUT) |

|                                                   |             |       |         |                                                                                               |
| 13 mei Vriendschappelijk № 217 «onderlinge duels» | Griekenland | 0 – 0 | Bolivia | Georgios Karaiskákis Stadion, Piraeus Toeschouwers: 2.661 Scheidsrechter: Alfred Wieser (AUT) |
| 13 mei Vriendschappelijk № 217 «onderlinge duels» |             |       |         | Georgios Karaiskákis Stadion, Piraeus Toeschouwers: 2.661 Scheidsrechter: Alfred Wieser (AUT) |

|                                                   |                         |       |         |                                                                                   |
| 19 mei Vriendschappelijk № 218 «onderlinge duels» | IJsland                 | 1 – 0 | Bolivia | Laugardalsvöllur, Reykjavík Toeschouwers: 2.707 Scheidsrechter: Lars Gerner (DEN) |
| 19 mei Vriendschappelijk № 218 «onderlinge duels» | Þorvaldur Örlygsson 43' |       |         | Laugardalsvöllur, Reykjavík Toeschouwers: 2.707 Scheidsrechter: Lars Gerner (DEN) |

|                                                   |                   |       |         |                                                                                |
| 24 mei Vriendschappelijk № 219 «onderlinge duels» | Ierland           | 1 – 0 | Bolivia | Lansdowne Road, Dublin Toeschouwers: 32.500 Scheidsrechter: Alan Howells (WAL) |
| 24 mei Vriendschappelijk № 219 «onderlinge duels» | John Sheridan 85' |       |         | Lansdowne Road, Dublin Toeschouwers: 32.500 Scheidsrechter: Alan Howells (WAL) |

|                                                   |         |       |      | |
| 8 juni Vriendschappelijk № 220 «onderlinge duels» | Bolivia | 0 – 0 | Peru | Estadio Ramón Tahuichi Aguilera, Santa Cruz Toeschouwers: 35.000 Scheidsrechter: Pedro Saucedo (BOL) |
| 8 juni Vriendschappelijk № 220 «onderlinge duels» |         |       |      | Estadio Ramón Tahuichi Aguilera, Santa Cruz Toeschouwers: 35.000 Scheidsrechter: Pedro Saucedo (BOL) |

|                                                    |         |       |             | |
| 11 juni Vriendschappelijk № 221 «onderlinge duels» | Bolivia | 0 – 0 | Zwitserland | Complexe Sportif Claude-Robillard, Montreal Toeschouwers: 4.655 Scheidsrechter: Stephen Lodge (ENG) |
| 11 juni Vriendschappelijk № 221 «onderlinge duels» |         |       |             | Complexe Sportif Claude-Robillard, Montreal Toeschouwers: 4.655 Scheidsrechter: Stephen Lodge (ENG) |

| WK voetbal 1994 |
| --------------- |

|                                                                 |                      |       |         |                                                                                        |
| 17 juni WK-eindronde Groep C № 222 «onderlinge duels» 14:00 uur | Duitsland            | 1 – 0 | Bolivia | Soldier Field, Chicago Toeschouwers: 63.117 Scheidsrechter: Arturo Brizio Carter (MEX) |
| 17 juni WK-eindronde Groep C № 222 «onderlinge duels» 14:00 uur | Jürgen Klinsmann 61' |       |         | Soldier Field, Chicago Toeschouwers: 63.117 Scheidsrechter: Arturo Brizio Carter (MEX) |

|                                                                 |            |       |         |                                                                                       |
| 23 juni WK-eindronde Groep C № 223 «onderlinge duels» 19:30 uur | Zuid-Korea | 0 – 0 | Bolivia | Foxboro Stadium, Foxborough Toeschouwers: 54.453 Scheidsrechter: Leslie Mottram (SCO) |
| 23 juni WK-eindronde Groep C № 223 «onderlinge duels» 19:30 uur |            |       |         | Foxboro Stadium, Foxborough Toeschouwers: 54.453 Scheidsrechter: Leslie Mottram (SCO) |

|                                                                 |                   |       |                                                                          |                                                                                   |
| 27 juni WK-eindronde Groep C № 224 «onderlinge duels» 15:00 uur | Bolivia           | 1 – 3 | Spanje                                                                   | Soldier Field, Chicago Toeschouwers: 63.089 Scheidsrechter: Rodrigo Badilla (CRC) |
| 27 juni WK-eindronde Groep C № 224 «onderlinge duels» 15:00 uur | Erwin Sánchez 67' |       | 19' (pen.) Josep Guardiola 66' José Luís Caminero 71' José Luís Caminero | Soldier Field, Chicago Toeschouwers: 63.089 Scheidsrechter: Rodrigo Badilla (CRC) |

|  |  |  |  |  |  |  |  |  |

|                                                         |                        |       |                                   |                                                                                          |
| 21 september Vriendschappelijk № 225 «onderlinge duels» | Chili                  | 1 – 2 | Bolivia                           | Estadio Nacional, Santiago Toeschouwers: 12.072 Scheidsrechter: Francisco Lamolina (ARG) |
| 21 september Vriendschappelijk № 225 «onderlinge duels» | Lukas Tudor 56' (pen.) |       | 28' Luis Ramallo 81' Mario Pinedo | Estadio Nacional, Santiago Toeschouwers: 12.072 Scheidsrechter: Francisco Lamolina (ARG) |

## FIFA-wereldranglijst
| JAN | FEB | MAR | APR | MEI | JUN | JUL | AUG | SEP | OKT | NOV | DEC |
| --- | --- | --- | --- | --- | --- | --- | --- | --- | --- | --- | --- |
|     | 55  | 56  | 47  | 43  | 43  | 41  |     | 44  | 44  | 43  | 44  |

## Statistieken
| Carlos Trucco          | 1957-08-11 | Pachuca CF        | 11 | 0 | 0 | 24 | 0 |
| Darío Rojas            | 1960-01-20 | Oriente Petrolero | 5  | 1 | 0 | 18 | 0 |
| Verdediging            |            |                   |    |   |   |    |   |
| Miguel Rimba           | 1967-11-01 | Club Bolívar      | 16 | 0 | 0 | 39 | 0 |
| Marco Antonio Sandy    | 1971-08-29 | Club Bolívar      | 15 | 0 | 0 | 30 | 2 |
| Luis Cristaldo         | 1969-08-31 | Deportivo Mandiyú | 13 | 0 | 0 | 31 | 1 |
| Gustavo Quinteros      | 1965-02-15 | CA San Lorenzo    | 7  | 0 | 0 | 23 | 1 |
| Modesto Soruco         | 1966-02-12 | Club Blooming     | 5  | 4 | 0 | 23 | 0 |
| Juan Manuel Peña       | 1973-01-17 | Santa Fe          | 5  | 2 | 0 | 23 | 0 |
| Juan Carlos Chávez     | 1972-12-11 | Club Blooming     | 4  | 1 | 0 | 6  | 0 |
| Óscar Sánchez          | 1971-07-16 | The Strongest     | 4  | 0 | 0 | 4  | 0 |
| Iván Castillo          | 1970-07-11 | Club Bolívar      | 0  | 1 | 0 |    |   |
| Middenveld             |            |                   |    |   |   |    |   |
| Julio César Baldivieso | 1971-12-02 | Newell's Old Boys | 14 | 0 | 1 | 35 | 1 |
| José Milton Melgar     | 1959-09-20 | The Strongest     | 13 | 1 | 0 | 69 | 5 |
| Vladimir Soria         | 1964-07-15 | Club Bolívar      | 10 | 2 | 0 |    |   |
| Carlos Borja           | 1956-12-25 | Club Bolívar      | 8  | 3 | 0 |    |   |
| Mauricio Ramos         | 1969-09-23 | Cruzeiro EC       | 8  | 2 | 0 |    |   |
| Erwin Sánchez          | 1969-10-19 | Boavista          | 7  | 0 | 2 | 32 | 9 |
| Mario Pinedo           | 1964-01-09 | Oriente Petrolero | 4  | 5 | 3 | 22 | 3 |
| Ramiro Castillo        | 1966-03-27 | CA Platense       | 2  | 7 | 0 |    |   |
| Juan Carlos Ríos       | 1972-05-11 | Club Bolívar      | 1  | 1 | 0 |    |   |
| Juan Guzmán            | 1976-12-07 | Club Destroyers   | 1  | 0 | 0 |    |   |
| Robert Arteaga         | 1973-02-10 | The Strongest     | 0  | 1 | 0 |    |   |
| Richard Cueto          | 1970-11-22 | Club Bolívar      | 0  | 1 | 0 |    |   |
| Marco Etcheverry       | 1970-09-26 | Club Bolívar      | 0  | 1 | 0 | 24 | 5 |
| Raúl Gutiérrez         | 1976-01-08 | Club Libertad     | 0  | 1 | 0 |    |   |
| Henry Vaca             | 1976-01-07 | Oriente Petrolero | 0  | 1 | 0 |    |   |
| Aanval                 |            |                   |    |   |   |    |   |
| Luis Ramallo           | 1963-07-04 | Oriente Petrolero | 10 | 5 | 1 | 31 | 9 |
| Jaime Moreno           | 1974-01-19 | Middlesbrough     | 6  | 6 | 1 | 24 | 2 |
| Álvaro Peña            | 1966-02-11 | Deportes Temuco   | 6  | 5 | 1 |    |   |
| Wilson Rueda           | 1973-03-17 | Oriente Petrolero | 0  | 1 | 0 | 1  | 0 |

FBF · A-internationals · Selecties · Bondscoaches · Statistieken · Boliviaans vrouwenelftal · Olympisch elftal · Bolivia U21 · Bolivia U20 · Bolivia U19 · Bolivia U18 · Bolivia U17
1926–1949 · 
1950–1959 · 
1960–1969 · 
1970–1979 · 
1980–1989 · 
1990–1999 · 
2000–2009 · 
2010–2019 ·
2020−2029
CC 1999
WK 1930 · 
WK 1950 · 
WK 1994
1926 · 
1927 · 
1927 · 1928 · 1929 · 
1930 · 
1931 · 1932 · 1933 · 1934 · 1935 · 1936 · 1937 · 
1938 · 
1939 · 1940 · 1941 · 1942 · 1943 · 1944 · 
1945 · 
1946 · 
1947 · 
1948 · 
1949 · 
1950 · 
1951 · 1952 · 
1953 · 
1954 · 1955 · 1956 · 
1957 · 
1958 · 
1959 · 
1960 · 
1961 · 
1962 · 
1963 · 
1964 · 
1965 · 
1966 · 
1967 · 
1968 · 
1969 · 
1970 · 
1971 · 
1972 · 
1973 · 
1974 · 
1975 · 
1976 · 
1977 · 
1978 · 
1979 · 
1980 · 
1981 · 
1982 · 
1983 · 
1984 · 
1985 · 
1986 · 
1987 · 
1988 · 
1989 · 
1990 · 
1991 · 
1992 · 
1993 · 
1994 · 
1995 · 
1996 · 
1997 · 
1998 · 
1999 · 
2000 · 
2001 · 
2002 · 
2003 · 
2004 · 
2005 · 
2006 · 
2007 · 
2008 · 
2009 · 
2010 ·
2011 · 
2012 · 
2013 · 
2014 · 
2015 · 
2016 ·
2017 ·
2018 ·
2019 ·
2020 ·
2021 ·
2022 ·
2023 ·
2024
Algerije ·
Andorra ·
Argentinië ·
Brazilië ·
Bulgarije · 
Chili ·
Colombia ·
Costa Rica ·
Cuba ·
Curaçao ·
DDR ·
Duitsland ·
Ecuador ·
Egypte ·
El Salvador ·
Finland ·
Frankrijk ·
Griekenland ·
Guatemala ·
Guyana ·
Haïti ·
Honduras ·
Hongarije ·
Ierland ·
IJsland ·
Irak ·
Iran ·
Jamaica ·
Japan ·
Joegoslavië ·
Kameroen ·
Letland ·
Mexico ·
Myanmar ·
Nicaragua ·
Noord-Korea ·
Oezbekistan ·
Panama ·
Paraguay ·
Peru ·
Polen ·
Portugal ·
Roemenië ·
Rusland ·
Saoedi-Arabië ·
Senegal ·
Servië ·
Slowakije ·
Spanje ·
Trinidad en Tobago ·
Tsjecho-Slowakije ·
Uruguay ·
Venezuela ·
Verenigde Arabische Emiraten ·
Verenigde Staten ·
Zuid-Afrika ·
Zuid-Korea ·
Zwitserland